# Cherves-Châtelars
Cherves-Châtelars (okzitanisch: Cherves-Chastelars) ist eine französische Gemeinde mit 416 Einwohnern (Stand 1. Januar 2022) im Département Charente in der Region Nouvelle-Aquitaine (vor 2016: Poitou-Charentes); sie gehört zum Arrondissement Confolens und zum Kanton Charente-Bonnieure.

## Geografie
Cherves-Châtelars befindet sich etwa 35 Kilometer nordöstlich von Angoulême. Umgeben wird Cherves-Châtelars von den Nachbargemeinden Suaux im Nordwesten und Norden, Terres-de-Haute-Charente im Norden und Nordosten, Lésignac-Durand im Osten, Mouzon im Osten und Südosten, Le Lindois im Südosten, Montembœuf im Süden sowie Vitrac-Saint-Vincent im Westen und Südwesten.

## Bevölkerungsentwicklung
| Jahr                       | 1962 | 1968 | 1975 | 1982 | 1990 | 1999 | 2006 | 2019 |
| Einwohner                  | 731  | 656  | 608  | 592  | 520  | 443  | 434  | 418  |
| Quellen: Cassini und INSEE |      |      |      |      |      |      |      |      |

## Sehenswürdigkeiten
- Kirche Notre-Dame-et-Saint-Pierre in Cherves aus dem 12. Jahrhundert, seit 1930 Monument historique
- Reste der Prioratskirche Sainte-Marie-Madeleine in Châtelars, seit 1923 Monument historique
- Schloss Le Châtelars
- Schloss Le Gazon

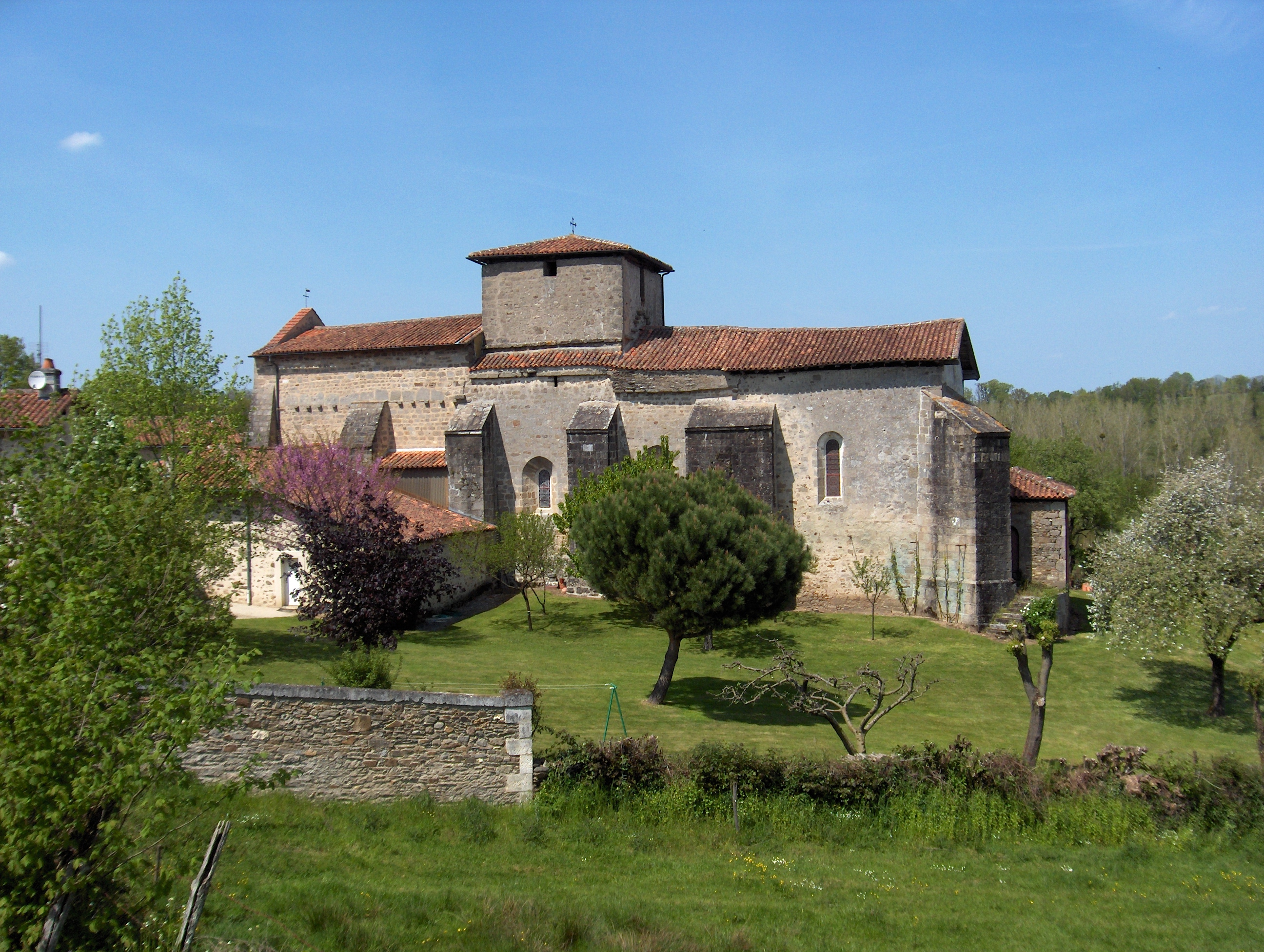
Kirche Notre-Dame-et-Saint-Pierre
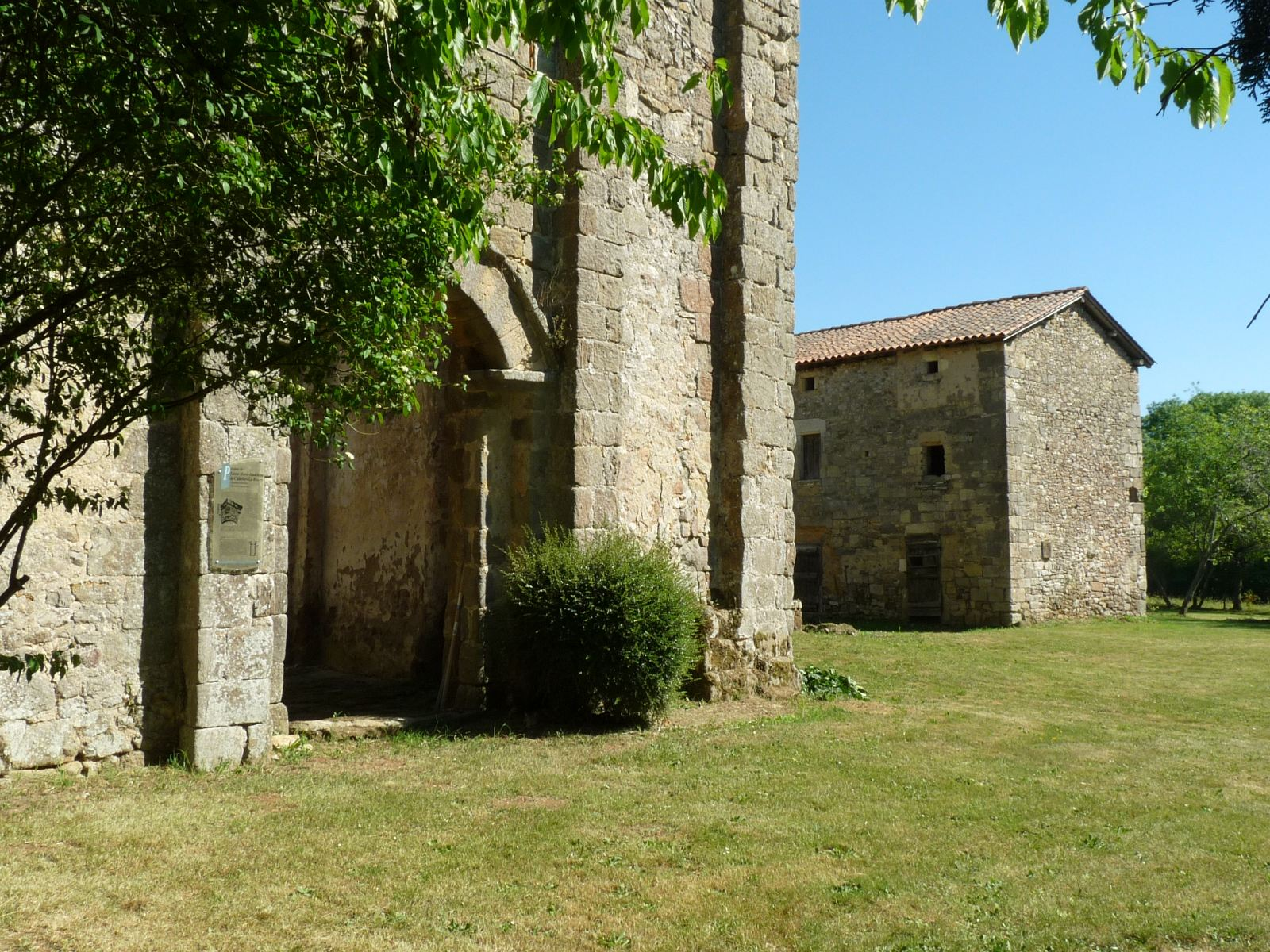
Reste der Prioratskirche Sainte-Marie-Madeleine

## Gemeindepartnerschaft
Mit der französischen Gemeinde Wittring im Département Moselle (Lothringen) besteht eine Partnerschaft.

## Persönlichkeit
- Jehan Mayoux (1904–1975), Dichter und Pazifist